# Ministère des Finances publiques
Le ministère des Finances est un ministère roumain. 
Il est dirigé par Alexandru Nazare depuis le 23 juin 2025.

## Liste des ministres
| N° | Ministre                | Début             | Fin               | Durée en nombre de jours |
| -- | ----------------------- | ----------------- | ----------------- | ------------------------ |
| 1  | Ion Pățan               | 26 décembre 1989  | 28 juin 1990      | 184                      |
| 2  | Theodor Stolojan        | 28 juin 1990      | 30 avril 1991     | 306                      |
| 3  | Eugen Dijmărescu        | 30 avril 1991     | 26 septembre 1991 | 149                      |
| 4  | George Danielescu       | 26 septembre 1991 | 19 novembre 1992  | 420                      |
| 5  | Florin Georgescu        | 19 novembre 1992  | 11 décembre 1996  | 1483                     |
| 6  | Mircea Ciumara          | 12 décembre 1996  | 5 décembre 1997   | 358                      |
| 7  | Daniel Dăianu           | 5 décembre 1997   | 23 septembre 1998 | 292                      |
| 8  | Decebal Traian Remeș    | 23 septembre 1998 | 28 décembre 2000  | 827                      |
| 9  | Mihai Nicolae Tănăsescu | 28 décembre 2000  | 28 décembre 2004  | 1461                     |
| 10 | Ionuț Popescu           | 29 décembre 2004  | 22 août 2005      | 236                      |
| 11 | Sebastian Vlădescu      | 22 août 2005      | 5 avril 2007      | 591                      |
| 12 | Varujan Vosganian       | 5 avril 2007      | 22 décembre 2008  | 627                      |
| 13 | Gheorghe Pogea          | 22 décembre 2008  | 23 décembre 2009  | 366                      |
| 14 | Sebastian Vlădescu      | 23 décembre 2009  | 3 septembre 2010  | 254                      |
| 15 | Gheorghe Ialomițianu    | 3 septembre 2010  | 9 février 2012    | 524                      |
| 16 | Bogdan Drăgoi           | 9 février 2012    | 27 avril 2012     | 78                       |
| 17 | Florin Georgescu        | 7 mai 2012        | 21 décembre 2012  | 228                      |
| 18 | Daniel Chițoiu          | 21 décembre 2012  | 3 mars 2014       | 437                      |
| 19 | Ioana Petrescu          | 4 mars 2014       | 14 décembre 2014  | 288                      |
| 20 | Darius Vâlcov           | 14 décembre 2014  | 30 mars 2015      | 103                      |
| 21 | Eugen Teodorovici       | 30 mars 2015      | 17 novembre 2015  | 232                      |
| 22 | Anca Paliu Dragu        | 17 novembre 2015  | 4 janvier 2017    | 414                      |
| 23 | Viorel Ștefan           | 4 janvier 2017    | 29 juin 2017      | 176                      |
| 24 | Ionuţ Misa              | 29 juin 2017      | 29 janvier 2018   | 214                      |
| 25 | Eugen Teodorovici       | 29 janvier 2018   | 4 novembre 2019   | 644                      |
| 26 | Florin Cîțu             | 4 novembre 2019   | 23 décembre 2020  | 415 jours                |
| 27 | Alexandru Nazare        | 23 décembre 2020  | 8 juillet 2021    | 197 jours                |
| -  | Florin Cîțu             | 8 juillet 2021    | 18 août 2021      | 41 jours                 |
| 28 | Dan Vîlceanu            | 18 août 2021      | 25 novembre 2021  | 99 jours                 |
| 29 | Adrian Câciu            | 25 novembre 2021  | 15 juin 2023      | 567 jours                |
| 30 | Ioan-Marcel Boloș       | 15 juin 2023      | 23 décembre 2024  | 557 jours                |
| 31 | Barna Tanczos           | 23 décembre 2024  | 23 juin 2025      | 182 jours                |
| 32 | Alexandru Nazare        | 23 juin 2025      | en cours          | 2 jours                  |